# Милан Нинковић
Милан С. Нинковић (Буковица код Добоја, 15. јуни 1943) је српски политичар и бивши министар одбране у Влади Републике Српске (1994-1998). Један је од оснивача СДС у Добоју.
На локалним изборима одржаним 18. новембра 1990. за Скупштину општине Добој био је водећи по броју добијених гласова. На годишњој скупштини СДС у Добоју 11. јуна 1991. изабран је за предсједника. Такође, био је предсједник Оснивачке скупштине Српске општине Добој која је проглашена 26. марта 1992. Као предсједник Општинског одбора СДС Добој био је члан Кризног штаба Српске општине Добој. Такође, био је члан Главног одбора СДС. Посланик у Народној скупштини Републике Српске био је у I и VI сазиву када је 2004. смијењен одлуком Високог представника. Две године касније искључен је из СДС одлуком скупштинских органа странке. Санкције су му укинуте 2011. исте године се као независни кандидат кандидовао за начелника општине Добој.
На суђењу против некадашњег предсједника Републике Српске, др Радована Караџића појавио се, 2013, као свједок одбране.
Тужилаштво БиХ је подигло оптужницу против Нинковића, Борислава Паравца (бивши српски члан Предсједништва БиХ), Андрије Бјелошевића и Милана Савића за ратне злочине над муслиманским и хрватским становништвом на подручју Добоја и Теслића од маја 1992. до краја 1993. године. У Суду БиХ је у току судски процес због овог случаја.
Живи и ради у Добоју.